# Wysoka Gorzowska
Wysoka Gorzowska – nieczynny przystanek kolejowy w Wysokiej, w powiecie gorzowskim, w województwie lubuskim.